# Cantone di Dainville
Il Cantone di Dainville era una divisione amministrativa dell'arrondissement di Arras.
È stato soppresso a seguito della riforma complessiva dei cantoni del 2014, che è entrata in vigore con le elezioni dipartimentali del 2015.
Comprendeva i comuni di:
- Acq
- Anzin-Saint-Aubin
- Dainville
- Duisans
- Écurie
- Étrun
- Marœuil
- Mont-Saint-Éloi
- Roclincourt
- Sainte-Catherine